# 2019. júliusi kameruni börtönlázadás
A kondengui és bueai börtönlázadások 2019. július 22-én és 24-én történtek. Míg az első lázadás okai között a rossz börtönkörülmények és a jogtalan előzetesbe vételek voltak a meghatározók, a második lázadást az első támogatásaképp indították. A biztonsági erők mindkettőt erőszakkal verték le, és több száz rabot másik, ismeretlen helyszínre szállítottak át. Ezen rabok sorsa és a felkelés leverése során szerzett sérülésekről szóló híresztelések politikailag is hatottak a folyamatban lévő anglofón válságra, így nemzetközi figyelem irányult a börtönkörülményekre. A lázadások után a feltételezett résztvevőket megkínozták, bíróság elé állították, és ügyvédjeik jelenléte nélkül elítélték.

## Lázadások

### Kondengui
Július 22-én ambazóniai foglyok lázadást indítottak a Kondengui Központi Börtönben, melynek fő okai a rossz börtönkörülmények és az anglofón válság volt. A tüntetésből hamarosan felkelés lett, melyben több mint 600 ambazóniai rab és a Kameruni Ellenállási Mozgalom tagjai vettek részt. Átvették az irányítást a börtön udvara felett, így az őröknek ki kellett vonulniuk. A fogva tartottak sikertelenül megpróbáltak betörni a speciális területekre.
A lázadást több fogva tartott is élőben közvetítette a Facebookon. Több felvételen is hallani, ahogy a szeparatisták az ambazóniai himnuszt énekelték. Az egyik videóban a CRM egyik politikai foglya ezt nyilatkozta: „Nem akarunk több kukoricakását enni.”

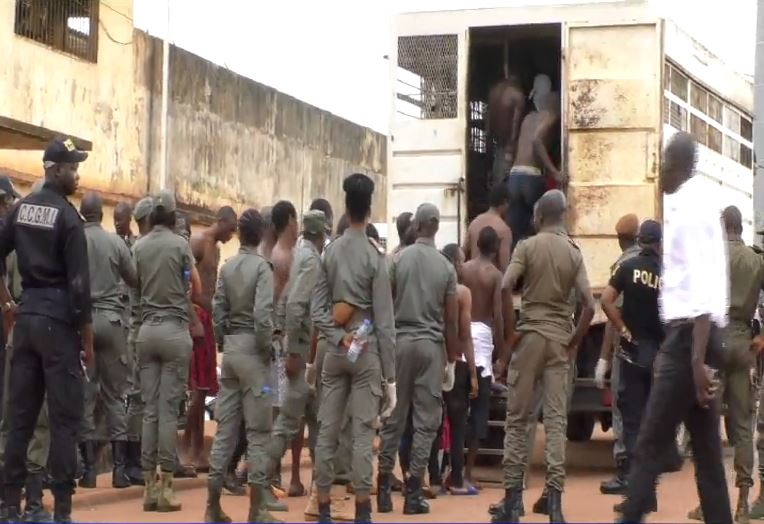
Rabokat szállítanak ki a Kondengui Központi Börtönből ismeretlen helyszínre július 23-án.

A biztonsági erők csal több óra elteltével vonultak be, hogy visszanyerjék az épület fölött az uralmat. A felkelés leverése közben több lövés is eldördült, és több épület ki is gyulladt. Néhány rab megsérült, Kamerun legnagyobb ellenzéki pártja szerint pedig négy fogva tartott meghalt. Több mint 100 foglyot ismeretlen helyre átszállítottak.

### Buea
Július 24-én Bueában a Központi Börtönben a Kondenguiban fogva tartottakkal érzett szolidaritás miatt tüntetésbe kezdtek. Kondenguihoz hasonlóan a biztonsági erők itt is éles lőszert vetettek be a lázadás megfékezésére.

## Következmények
A kondengui lázadás után az Amnesty International felszólította Kamerunt, hogy javítson a helyi börtönviszonyokon, és tegye lehetővé, hogy a lázadás leverésének feltételeit független szakemberek vizsgálhassák meg. A Human Rights Watch később dokumentálni tudta, hogy több fogva tartottat megkínoztak. Többjüket bíróság elé állítottak és zendülésért elítéltek, több esetben pedig a védőik nem léphettek be a tárgyalóterembe.
A lázadást és annak utóhatásait árgus szemekkel követték a szeparatista mozgalmak. Július 26-án az ideiglenes kormány két, egymással viszályban lévő része (akik a 2019-es ambazóniai vezetői válság óta rivalizálnak) nyilatkozatokat adtak ki a Kondenguiban történt zavargások miatt. A Samuel Ikome Sakóhoz hű frakció öt napot adott Kamerunnak, hogy számot adjon arról, mi történt a lázadás után elhurcoltakkal. Ha ezt elmulasztják, a szeparatisták „teljes kijárási tilalmat rendelnek el” július 30-tól az anglofón régiókban, és senki és semmi nem mehet sem ki, sem be” A Kondenguban több mint egy éve raboskodó Sisiku Julius Ayuk Tabéhez hű csoport az Ambazóniai Kormányzó Tanáccsal összhangban tartózkodtak bármiféle ultimátumtól, ehelyett azt mondták, bármit tesz Kamerun, július 29-re és 30-ra kijárási tilalmat rendelnek el. A bejelentéseknek megfelelően július 29-én lezárták a környéket.
Július 30-án az ideiglenes kormány tíz elítélt tagja, köztük Sisiku Julius Ayuk Tabe is éhségsztrájkot hirdetett, melyet addig fognak tartani, míg ügyvédjeik meg nem bizonyosodnak arról, mi történt a felkelés során elhurcoltakkal. Az éhségsztrájk aznap éjfélkor vette kezdetét. Aznap bocsátott ki először hivatalos nyilatkozatot Kamerun kormánya a lázadással kapcsolatban, ami arról szólt, hogy egyetlen fogva tartottat sem öltek meg, és néhányukat vizsgálati fogságban tartják. Ayuk Tabe kabinetje keveselte a nyilatkozatban elhangzottakat, így éjfélkor megkezdték az éhségsztrájkot.